# Trouble ohne Paddel 2 – Die Natur ruft!
Trouble ohne Paddel 2 – Die Natur ruft!  ist eine US-amerikanische Komödie von Regisseur Ellory Elkayem aus dem Jahr 2009. Trotz des Titels ist der Film keine direkte Fortsetzung des Vorgängers Trouble ohne Paddel, es handelt sich lediglich um das gleiche Konstrukt: drei junge Männer begeben sich in die Wildnis, wo sie in diverse Gefahren geraten, von Ganoven verfolgt werden und auf zwei junge Frauen treffen, die im Wald ein Einsiedlerleben führen.

## Handlung
Zach geht arbeitet in einem Altenpflegeheim. Da bittet ihn eine Dame, ihre Enkelin Heather zu suchen, damit sie sie noch einmal in ihrem Leben sehen kann. Als Zach herausfindet, dass es sich dabei um seine alte Schulfreundin und Jugendliebe handelt, überzeugt er seinen besten Freund Ben ihm zu helfen, da dieser seinerzeit ebenso in Heather verliebt war wie er. Zu ihnen gesellt sich Heathers Stiefbruder Nigel, de angeblich auch viel daran gelegen ist Heather  wiederzufinden. Die drei machen sich auf den Weg nach Oregon, wo sich Heathers Spur verloren hat. Die Suche stellt sich als schwierig heraus, weil sie zusammen mit einer Freundin in einem Wald vermisst wird. Sie mieten sich ein Schlauchboot, beladen es mit Proviant und paddeln los. Nigel geht ihnen dabei ziemlich auf die Nerven, weil er in einer Tour redet, aber er erweist sich dennoch als Hilfe bei ihrem Pfadfinderdasein.
Schon bald beginnen die ersten Abenteuer und nach überstandenen Stromschnellen müssen sie sich mit kampfeslustigen Eichhörnchen herumplagen, vor denen sie flüchten und dabei ihr gesamtes Gepäck zurücklassen müssen. Als sie einen Wasserfall hinunterstürzen verlieren sie nicht nur Nigel, sondern auch das Boot. Während sie zu Fuß ihre Suche fortsetzen, gerät Nigel an zwei Ganoven, die ihn seit geraumer Zeit verfolgt haben, weil er ihnen Geld schuldet. Die Aussicht, dass er das Vermögen seiner Großmutter erbt, sofern Heather nicht gefunden wird, veranlasst die beiden dazu mit Nigel zusammen für das Scheitern der Suchaktion zu sorgen.
Zach und Ben stoßen im Wald tatsächlich auf Heather und ihre Freundin „Thunderstorm“, die hier als Umweltkriegerinnen ein Einsiedlerleben führen und sich als Beschützerinnen des Waldes sehen. Als Heather erfährt, dass die beiden nur ihretwegen hier sind, ist sie sehr gerührt und freut sich ihre Großmutter wiederzusehen. Neben ihnen bewohnt aber auch noch Hal Gore den Wald, der hier Forschungen betreibt und bei dem Ben Unterschlupf findet, als er wegen eines Streits mit Zach durch die Gegend irrt. Die Begegnung mit Hal Gore macht ihm dann bewusst, wie wichtig es ist Freunde zu haben und so kehrt Ben zu Zach zurück, um sich mit ihm zu versöhnen. In diesem Moment treffen Nigel und die beiden Ganoven auf die Gruppe und es kommt zum Kampf. Da Nigel eigentlich nicht wollte, dass jemand verletzt wird, steht er der Gruppe bei und so können die zwei Ganoven besiegt werden. Nigel entschuldigt sich bei Heather und die fünf machen sich gemeinsam auf den Weg zurück in die Zivilisation.
Die beiden Ganoven wurden an einen Baum gefesselt und warten darauf von der Polizei verhaftet zu werden, doch im Hintergrund hört man die bedrohlichen Geräusche von Eichhörnchen...

## Kritik
Kino.de schrieb: „Ohne inhaltlichen Bezug zum gleichnamigen Vorgänger, doch verbunden wenigstens durch eine ähnliche inhaltliche Struktur, befahren erneut drei jugendliche bzw. jungmännliche City Slicker den Bach von Hintwerwald und erleben Abenteuer mit unfreundlichen Hillbillies, gierigen Gangstern, grantigen Streifenhörnchen und leichtbeschürzten Veganer-Amazonen auf dem grünen Kriegspfad. Geschmacklose Gags wechseln mit gut beobachteter Alltagssatire, Freunde des gepflegten Teenager-Slapsticks kommen auf ihre Kosten.“
Bei cinema heißt es: „Statt Wildnis gibt’s Ödnis: Kein gelungener Gag, null Gefühl fürs Timing, chargierende Darsteller, ein infantiler Plot und miserabel animierte Eichhörnchen.“ Das Fazit lautete: „Am Werk waren nur Dösbaddel“.
Das Lexikon des internationalen Films urteilte: „Unausgegorene Komödie, die nicht immer geschmackssicher Gags und enervierenden Slapstick aneinander reiht.“